# Казіна
Казіна (італ. Casina) — муніципалітет в Італії, у регіоні Емілія-Романья,  провінція Реджо-Емілія.
Казіна розташована на відстані близько 340 км на північний захід від Рима, 70 км на захід від Болоньї, 24 км на південний захід від Реджо-нелль'Емілії.
Населення — 4501 особа (2014).
Щорічний фестиваль відбувається 24 серпня. Покровитель — святий Варфоломій.

## Демографія
Населення за роками:

Станом на 1 січня 2023 року в муніципалітеті офіційно проживало 370 іноземців з 39 країн, серед них 46 громадян країн Євросоюзу та 4 громадяни України.

## Сусідні муніципалітети
- Карпінеті
- Кастельново-н-Монті
- Каносса
- Веццано-суль-Кростоло
- В'яно